# Fonctionnalisme (architecture)
Pour les articles homonymes, voir Fonctionnalisme.

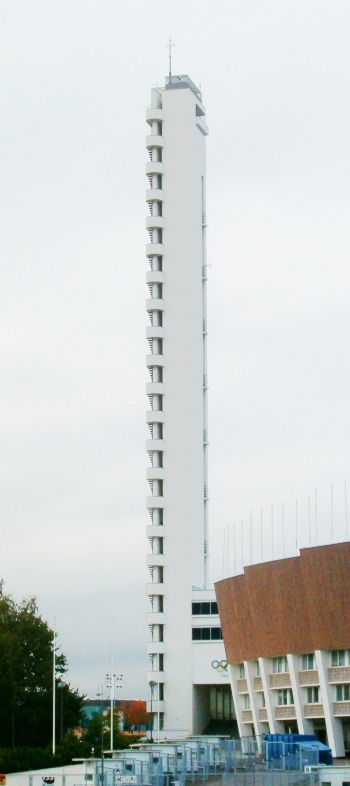
La tour du stade olympique d'Helsinki, de Lindegren et Jäntti, 1934-1938

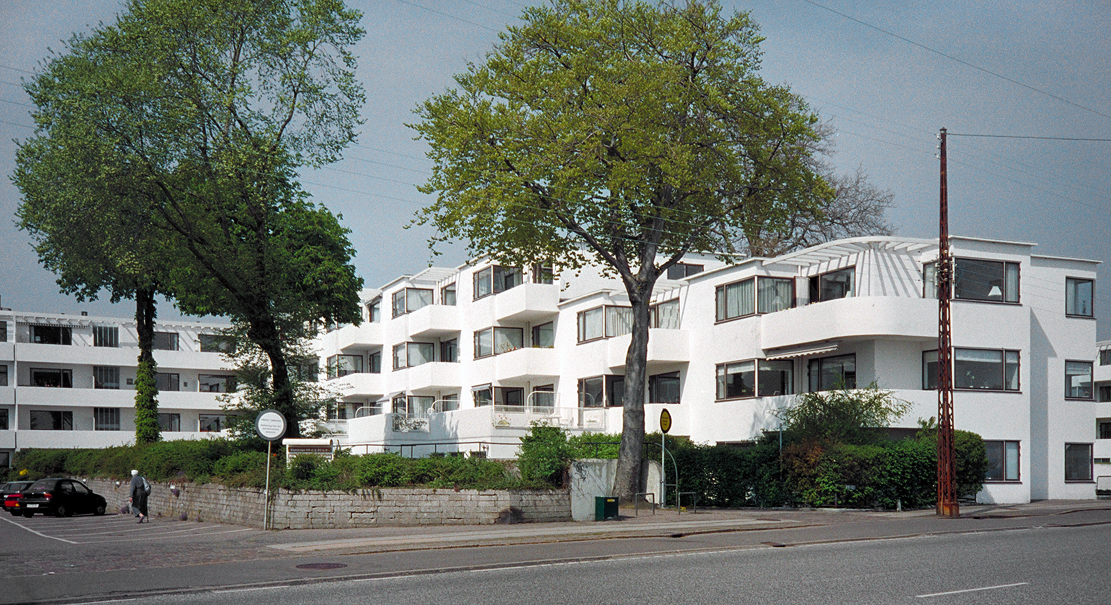
Bellavista Klampenborg Denmark. Arne Jacobsen, 1934.

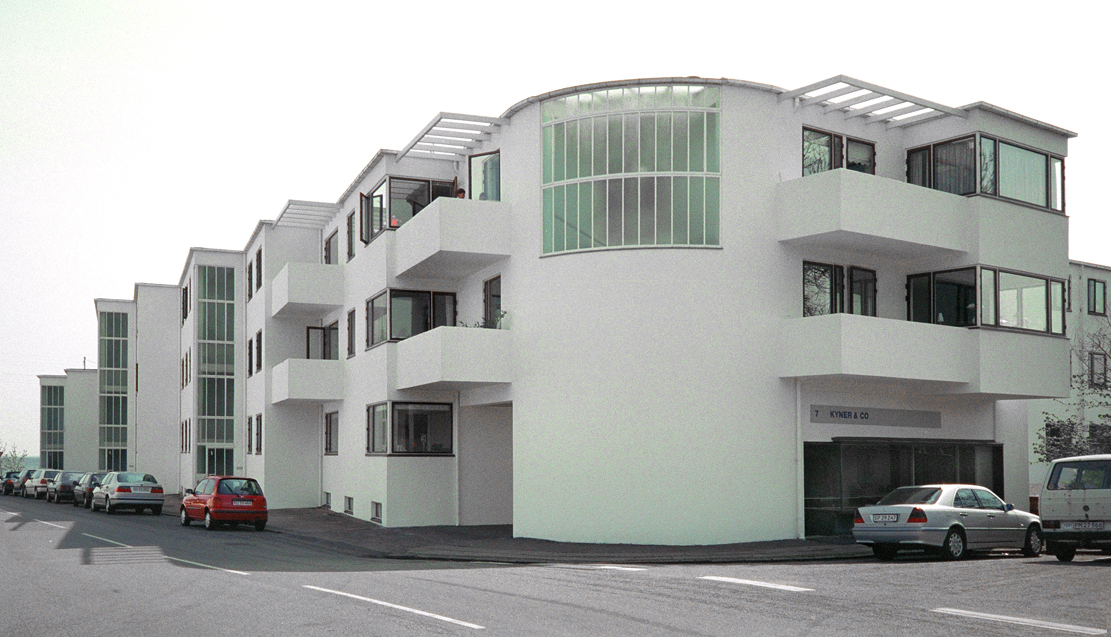
Bellavista Klampenborg Denmark. Arne Jacobsen, 1934.

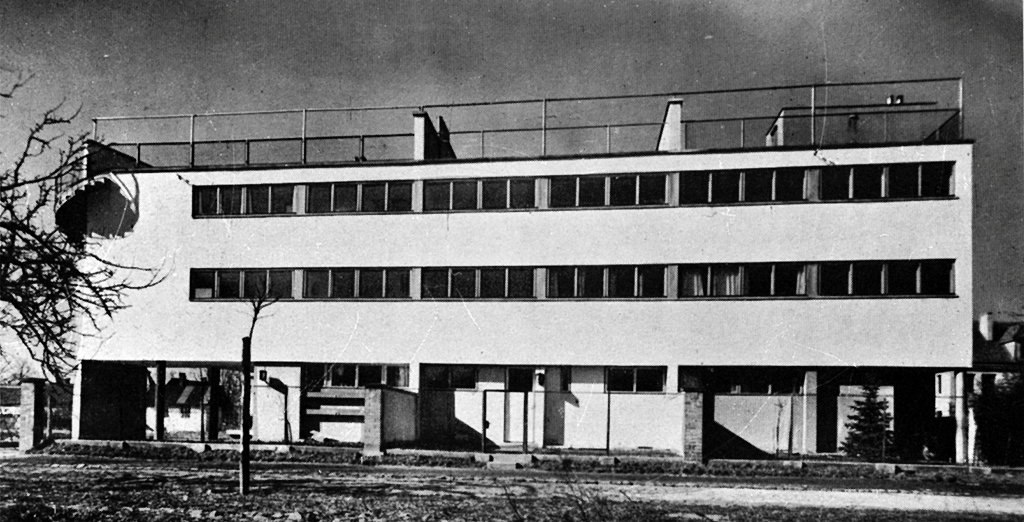
Villa Bohdan Lachert, Varsovie, Pologne, 1929. Elle est la parfaite illustration issue des recherches formelles sur la théorie des cinq points de l'architecture moderne formulée par Le Corbusier.

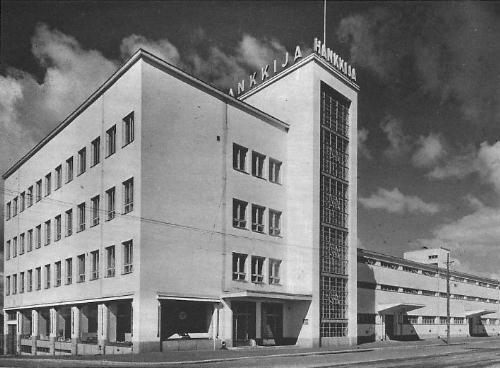
Moulin à Viipuri. Erkki Huttunen, 1932.

En architecture, le fonctionnalisme est un principe selon lequel la forme des bâtiments doit être exclusivement l'expression de leur usage. Cette formulation n’est pas si évidente à définir, car elle est matière à confusion et à controverse à l’intérieur de la profession, particulièrement en ce qui concerne le Mouvement moderne.
Il est possible de faire remonter la préoccupation fonctionnelle en architecture à Vitruve et à son triptyque où utilitas (qu’on pourrait traduire par commodité, confort ou utilité) au côté de venustas (beauté) et de firmitas (solidité), est l’un des trois piliers du programme classique de l’architecture. 
Pour certains c'est Viollet le Duc qui  en premier établit ce concept rationaliste :-  Chercher la raison de toute forme car toute forme a sa raison.

## Le fonctionnalisme et l'esthétique
Au début du XXe siècle, l’architecte de Chicago Louis Sullivan se rendit célèbre en résumant en une phrase le mot principe du fonctionnalisme, form follows function (la forme suit la fonction), résumant sa pensée suivant laquelle la taille d’un bâtiment, sa masse, sa grammaire spatiale et toutes les autres caractéristiques de son apparence doivent dériver uniquement de sa fonction. Cette proposition impliquait que, si tous les aspects fonctionnels sont respectés, la beauté architecturale en découlera naturellement et nécessairement.
Au même moment en 1908 à Vienne, Adolf Loos publiait Ornament und Verbrechen (Ornement et Crime) où il combattait l’ornementation au profit de la lecture claire de la fonction dans la forme d’un bâtiment, en opposition aux styles éclectiques et académiques du XIXe siècle auxquels il était reproché de plaquer un décor sur les structures.
Cependant, le credo de Sullivan est profondément en décalage au regard des formes compliquées et anti-fonctionnelles pour lesquelles il est connu. Cette profession de foi laisse aussi un doute sur la nature de la fonction considérée. Par exemple, l’architecte d’un immeuble de logement peut être en contradiction avec le propriétaire de l’immeuble quant à l’esthétique et l’image qu’il entend obtenir de son immeuble, et tous deux peuvent se trouver en porte-à-faux avec celle des futurs occupants. Malgré tout, « la forme suit la fonction » reste l’expression d’une idée majeure et durable.

## Le fonctionnalisme et la construction
Le fonctionnalisme a le plus souvent proposé des formes qui découlaient des impératifs de la construction et mettaient en avant la réalité des matériaux et des forces physiques mises en œuvre dans les bâtiments, plus que ses fonctions sociales. C'est pour cette raison qu'il est courant de rattacher au fonctionnalisme l'essentiel de l'architecture moderne, et l'architecture brutaliste, auxquelles on reproche souvent avec raison d'être assez peu fonctionnelles.

## Fonctionnalisme et architecture moderne
Les origines de l’architecture moderne remontent au XVIIIe et XIXe siècles. On peut considérer que l'essentiel des nouvelles fonctions est inventé au XIXe (gares, supermarchés, bureaux...). Formellement, les deux grands architectes précurseurs sont Peter Behrens et surtout Walter Gropius (fondateur du Bauhaus). Contrairement à l'opinion communément répandue, ces innovations formelles ne reposent pas sur le travail de l’architecte français d’origine suisse Le Corbusier et de l’Allemand Ludwig Mies van der Rohe. Comme le souligne Michel Ragon, ils passèrent tous les deux par le bureau de Peter Behrens qui avait eu comme chef d'atelier Walter Gropius. Tous deux furent fonctionnalistes, ne serait-ce que dans la mesure où leurs bâtiments simplifiaient les styles précédents. En cela, ils continuèrent dans l'esprit des « maîtres » dont l'Usine Fagus (1913) est sans doute un des meilleurs témoins de la précocité de leur œuvre. En 1923, Mies van der Rohe travaillait à Weimar, en Allemagne. Il avait commencé sa carrière en produisant des structures à la simplification radicale et animées d’un amour du détail, accomplissant ainsi les vœux de Sullivan : la beauté était inhérente à une structure bien pensée. Le Corbusier, lui, faisant référence au logement, parla de « machines à habiter » dans son livre Vers une architecture, publié en 1923. Ce livre fut, et est encore, une référence dans la pensée architecturale, tout comme l’une de ses premières œuvres, la villa Savoye à Poissy, machine à habiter, et maison-manifeste du fonctionnalisme.

## Critiques du fonctionnalisme
Depuis soixante-dix ans, l’éminent et influent architecte américain Philip Johnson soutenait que la profession n’a aucune responsabilité fonctionnelle, et c’est une tendance qui prévaut aujourd’hui. 
La critique du fonctionnalisme, et incidemment des canons esthétiques du Mouvement moderne en architecture, a été faite par Peter Blake, dans son ouvrage manifeste, Form follows fiasco, dont le titre parodie la célèbre formule de Louis Sullivan, puis par Charles Jencks et le mouvement du postmodernisme.
D'autres architectes occidentaux célèbres tels Frank Gehry, Steven Holl, Richard Meier et Ieoh Ming Pei se voient comme des artistes sans responsabilité envers leurs clients ou usagers. Leurs bâtiments sont de l’Art et ne peuvent prêter le flanc à la critique. La position de l’architecte postmoderne Peter Eisenman se base sur une théorie hostile à l’égard de l’usager et encore plus extrême : « Je ne fais pas de la fonction ». Le débat sur le fonctionnalisme et l’esthétique est souvent cadré selon eux par des choix multiples et exclusifs, quand en fait ils sont architectes, comme Will Bruder, James Polshek et Ken Yeang, qui essayent de satisfaire les trois principes vitruviens.